# Oculus

Het oog (oculus) in de koepel van het Pantheon (Rome).

Oculus is het Latijnse woord voor oog. Het woord oculus blijft in gebruik in sommige contexten, meestal als de naam voor de cirkelvormige opening in de top van de koepel van het Pantheon in Rome, Italië, maar ook voor andere soorten ronde ramen (zie ook oeil de boeuf). De opening in het Pantheon is altijd open geweest voor het weer, waardoor regen binnenkomt. Die valt op de vloer, waarna hij afgevoerd wordt via leidingen in de vloer. Ook schijnt er zonlicht door de opening heen. Hierdoor en door het omringende, zachte beton lijkt de opening op een oog, waaraan ze haar naam ontleent.
In de archeologie is oculus een motief dat in West-Europese prehistorische kunst werd gebruikt. Het bestond uit een paar van cirkel- of spiraalvormige maskers, die vaak als ogen werden beschouwd. Het motief komt voor op potten, standbeelden en megalieten. Het verbeeldt de ogen van een god of godin.